# Rudolf Wetzer
Rudolf (Rudy) Wetzer (n. 17 martie 1901, Timișoara, Austro-Ungaria – d. 13 aprilie 1993, Haifa, Israel) a fost un fotbalist și antrenor român, care a fost căpitan și antrenor al primei echipe naționale de fotbal a României alături de Octav Luchide, sub conducerea lui Costel Rădulescu care a participat la Campionatul Mondial de Fotbal din 1930 (Uruguay).
Frații săi Ștefan și Ioan au fost și ei fotbaliști.

## Cariera
În fotbalul de club, Wezter a jucat pentru Juventus București (care au fost campioni naționali ai României în sezonul 1929–1930), ca atare, a fost coleg cu membrii echipei Vogl și Ladislau Raffinsky. În anii 1920 a jucat pentru Unirea Timișoara (în timp ce juca la Unirea, a participat cu naționala de fotbal la Jocurile Olimpice din 1924) și cu Chinezul a câștigat 2 titluri de campion al României. Ultimele sale meciuri pentru România (jucate în timp ce el juca la Ripensia au fost în 1932; ultimul său meci a venit într-o înfrângere cu 2-0 cu Bulgaria la Belgrad. În rest, a jucat pentru BSK Belgrad, Újpest FC, Pécs-Baranya, Hyères FC, ILSA Timișoara și  Craiovan Craiova. În timp ce juca în Ungaria, a folosit numele de Rudolf Veder, în Serbia, Rudolf Večer.
Când BSK l-a adus pe Wetzer împreună cu un alt român, Dezideriu Laki, în echipa sa în 1924, ei au devenit primii profesioniști străini care au jucat în Serbia.

## Cariera internațională
În timpul Cupei Mondiale FIFA din 1930, Wetzer a devenit căpitanul și antrenorul echipei României alături de Octav Luchide, sub conducerea lui Costel Rădulescu. Aceasta a fost decizia lui Rădulescu în săptămânile dinaintea turneului. În mai 1930, românii pierduseră Cupa Regelui Alexandru (un eveniment cu două echipe) în fața Iugoslaviei la Belgrad. La acea vreme Emerich Vogl era căpitanul echipei. Wetzer a fost readus în echipă două săptămâni mai târziu pentru un amical împotriva Greciei la București. Această decizie a cules recompense considerabile atât pentru Rădulescu, cât și pentru Wetzer, deoarece Wetzer a marcat 5 goluri într-o victorie cu 8–1 pentru echipa sa. România a fost grupată cu Uruguay și Peru în turneu, învingându-i pe peruvieni cu 3–1 înainte de a pierde în fața eventualilor câștigători și gazde cu 4–0. Al doilea dintre aceste jocuri a avut loc la Estadio Centenario din Montevideo.
Wetzer a fost un marcator foarte prolific pentru România. El și Bodola au fost primii marcatori la prima ediție a Cupei Balcanilor pe care România a câștigat-o. Ei au marcat câte 7 goluri pentru țara lor numai în acel turneu.
În total, Wetzer urma să joace de 17 ori pentru România, marcând 13 goluri.

## Cariera de antrenor
După ce s-a retras ca fotbalist, Wetzer a devenit antrenor. În 1958, în timpul epurării de către partidul național de guvernământ împotriva „revizionismului și ideologiei burgheze, indisciplinei și elementelor anarhice descriptive”, Wetzer a devenit supus unui ordin care îi interzicea „să părăsească fără un motiv întemeiat colectivul în care era angajat, sub pedeapsa de a fi alungat din corpul de instructori.

## Palmares

### Ca jucător
Chinezul Timișoara
- Divizia A: 1925–26, 1926–27

Juventus București
- Divizia A: 1929–30[11]

Unirea Timișoara
Echipa națională a României: - a jucat de 17 ori, înscriind 12 goluri.
- Jocurile Olimpice din 1924
- Grupe: Campionatul Mondial de Fotbal 1930

### Ca antrenor
Ripensia Timișoara'
- Divizia A: 1934–35
- Cupa României: 
  - Finalist: Cupa României 1934-1935

## Rudenie
Rudolf a fost cel mai mare dintre cei trei frați care au activat pe scena fotbalului românesc.
- Ștefan Wetzer (n. 7 mai 1906 la Temesvár; † 1985 ) a jucat la Chinezul Timișoara, Unirea Timișoara, Juventus București și Rapid București înainte de a lucra ca antrenor până în 1966.

- Johann Wetzer (n. 3 august 1916 la Temesvár) a fost jucător la Banatul Timișoara, Chinezul Timișoara și Rapid București, triplu internațional român și ulterior antrenor la CFR Turnu Severin.